# Влак без разписание
„Влак без разписание“ (на сърбохърватски: Vlak bez voznog reda) е югославски филм от 1959 година.

## Сюжет
След края на Втората световна война, хората напускат опостушените земи на Далмация в търсене на по-добър живот. Жителите на цяло едно село се натоварват в специална влакова композиция, която да ги отведе в плодородните полета на Панония, където да изградят новите си домове. Несигурността от бъдещето и тъгата по родния край завързват сложни взаимоотношения между съселяните по време на пътуването им.

## В ролите
- Оливера Маркович като Ике
- Лия Ро-Барбиери като Венка
- Инге Илин като Дана
- Лиляна Вайлер като Зека
- Ивица Пайер като Николица
- Милан Милошевич като Периша
- Столе Аранджелович като Ловре
- Велимир Живоинович като Дуйе
- Сима Яничиевич като Йоле, бащата на Дана
- Лука Делич като Симлеша
- Йелена Кешелйевич като Луче, бабата на Симлеша
- Мухамед Цейван като Спиро
- Ивона Петри като майката на Ловре, Дуйе, Периша и Спиро
- Зденка Трач като съпругата на Спиро
- Мате Ергович като Маркан
- Крешимир Зидарич като Буда
- Мирко Боман като бащата на Буда
- Невенка Бенкович като майката на Буда
- Милорад Спасойевич като Марин
- Златибор Стоимиров като Мирко
- Вера Симич като баба Пере
- Лела Симечки като съпругата на Маркан[1]

## Награди и номинации
- Три награди от Филмовия фестивал в Пула през 1959 година: 
за най-добър филм
за най-добър сценарий
награда на публиката
- Номинация за Златна палма за най-добър филм от Международния кинофестивал в Кан, Франция през 1959 година.